# Solodka Balka, Tokmak
Solodka Balka (în ucraineană Солодка Балка) este un sat în comuna Novoprokopivka din raionul Tokmak, regiunea Zaporijjea, Ucraina.

## Demografie
Componența lingvistică a localității Solodka Balka
     Ucraineană (89,12%)
     Rusă (10,88%)
Conform recensământului din 2001, majoritatea populației localității Solodka Balka era vorbitoare de ucraineană (89,12%), existând în minoritate și vorbitori de rusă (10,88%).